# Кавал
Кавал  — традиційний дерев'яний духовий музичний інструмент, що поширений на Балканах, у Молдові, Румунії, Болгарії, Туреччині, на півночі Греції та у Вірменії. Різновид діагональної флейти.

## Назва
Назва інструменту походить з турецької мови. В Туреччині кавалом називали довгу дерев'яну трубку, за допомогою якої пастухи роздували вогонь.

## Конструкція

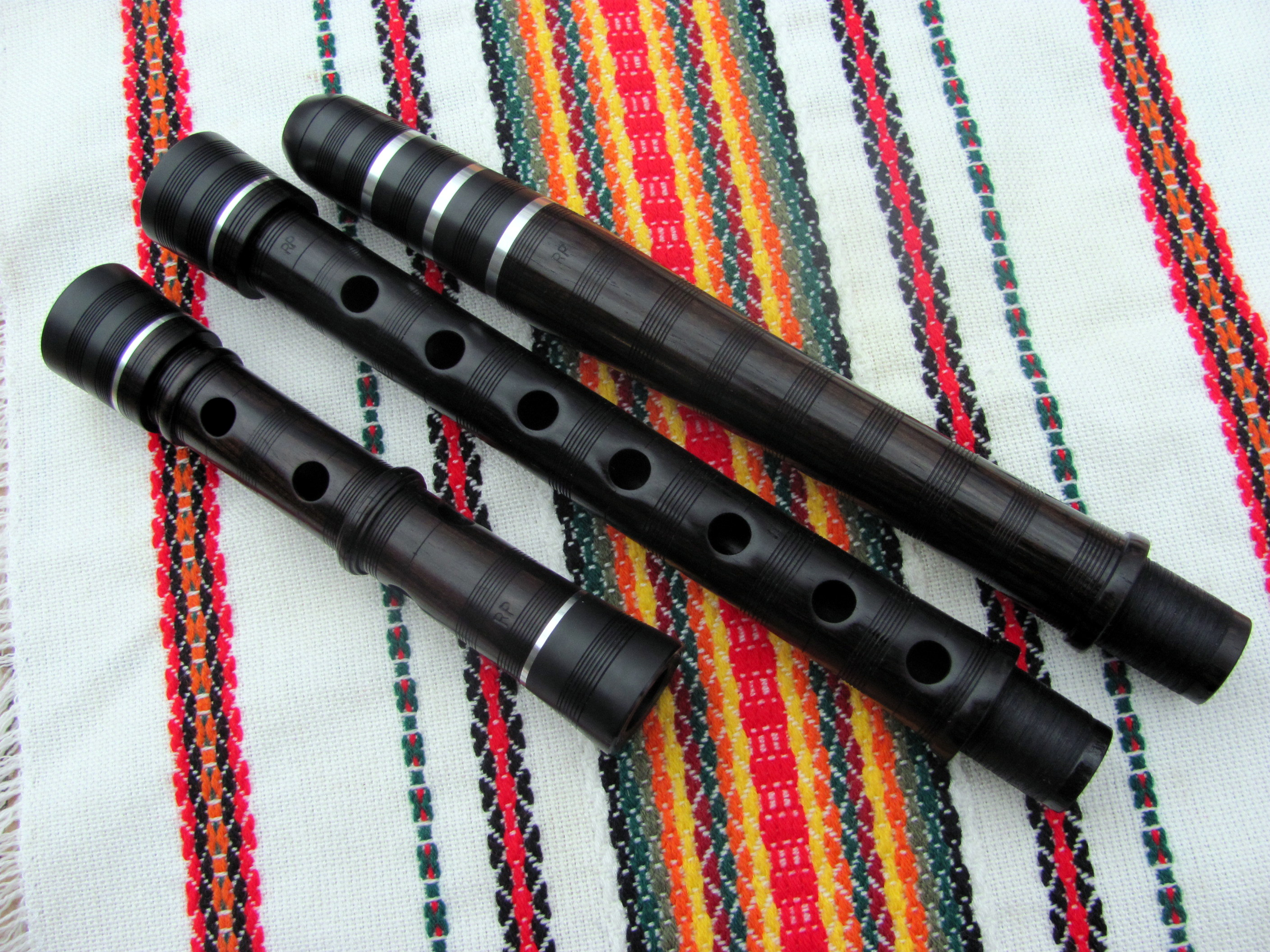
Кавал у розібраномі вигляді

Традиційно кавал складається з 3 частин, що дозволяє при складанні виробляти деяке підстроювання звуку. Крім цього, розібраний кавал простіше переносити — інструмент досить великий. Лише македонський кавал нерозбірний, виготовляється з цільного куска ясена і відрізняється меншим діаметром каналу, дуже тонкими стінками і невеликою вагою. І в давнину, і сьогодні, кавал прикрашають орнаментальним різьбленням і декоративними вставками. Середня довжина — 600—800 мм.
Кавал, на відміну від поперечної флейти, відкритий з обох кінців. Сучасний болгарський кавал має 8 ігрових отворів (7 спереду і 1 під великий палець ззаду) і (зазвичай) 4 настроювальних неігрових отвори між основними отворами і кінцем флейти. Середня відстань між ігровими отворами від 20-30 мм.
Флейта циліндрична. Діаметр каналу стандартного кавала — 16 мм. Професійний кавал для досвідченого гравця має канал 17 мм.
Кінець кавала заточений на конус під кутом 45°, кромка конуса — максимально гостра. Її роль — та ж, що і у накладки на поперечній флейті.
Традиційні сучасні матеріали для виготовлення кавала — цінні тверді породи дерева (ясен, бузина, кизил, самшит, бузок), очерет виду Arundo donax, метал, пластик. Для оформлення амбушурного отвору використовують ріг, кістка, метал, камінь.

## Техніка гри

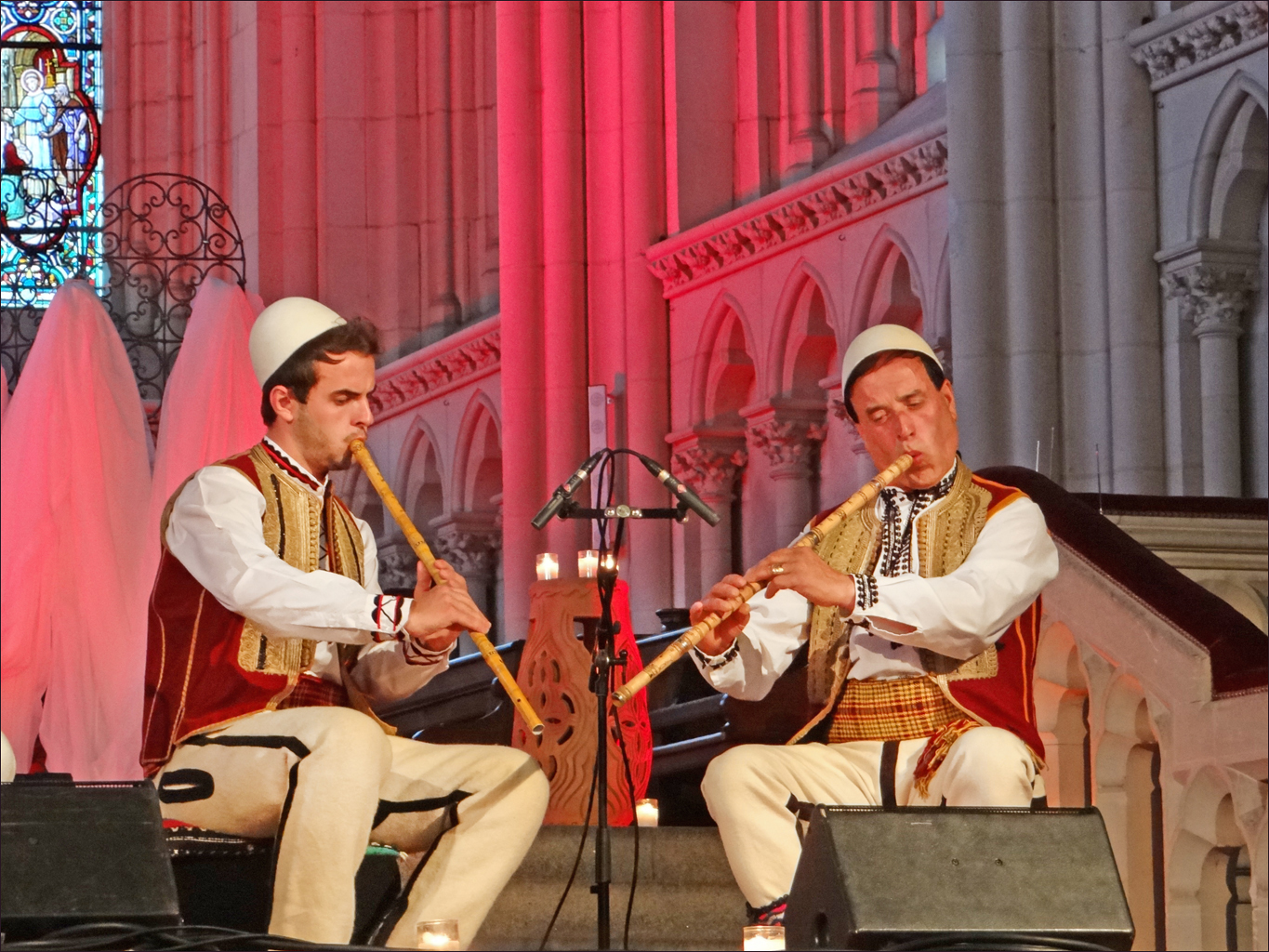
Гра на кавалі у виконанні македонських музикантів

Флейту тримають під кутом близько 45° до тіла. Губи закривають близько 3/4 амбушурного отвору. Варіюючи подачу повітря, кут нахилу кавала і площу перекриття амбушурного отвору, домагаються рівного звуку необхідної висоти і варіюють мелодію.
Нижній діапазон кавала (від D до H) називається «каба» («kaba»). Важко грати в ньому досить голосно, але кавал в руках хорошого музиканта дає в кабі дуже теплий і повний звук. У кабі немає ладу С, а Eb витягується напівзакриттям першого отвору.
Другий діапазон (від D до Bb) витягується значно простіше (потрібно трохи збільшити силу наддуву і трохи звузити щілину між губами) і звучить набагато могутніше. Для видобування третього і четвертого діапазону сила наддуву підвищується відповідно.

## Налаштування
Каваль налаштовують у верхньому (С, С #), середньому (D, H) і нижньому (A, B) регістрах. Діапазон-дві октави і квінта, хроматичний. Звук кавала-меланхолійний, теплий, м'який, ніжний, витончений.
Для кавала в ре ноти розташовуються з кроком в 1 тон від низу до верху: ре-мі-фа-фа #-соль-соль #-ля-ля#-сі (D-E-F-F#-G-G#-А-A#-B). При передуві налаштування кавала зсувається вгору на квінту в наступний діапазон (A-B-C-C#-D-D#-E-F-F#). Наступний передув дозволяє витягти F#-G-G#-A-A#-C, але ноти вище ля (А) дуже важко зіграти не тільки на пластиковому кавалі, але навіть і на професійному.